# Saint-Blin
Saint-Blin település Franciaországban, Haute-Marne megyében. Lakosainak száma 335 fő (2022. január 1.). Saint-Blin Clinchamp, Ecot-la-Combe, Humberville, Manois, Orquevaux, Semilly és Vesaignes-sous-Lafauche községekkel határos.

## Népesség
A település népessége az elmúlt években az alábbi módon változott:
| Lakosok száma | 391  | 392  | 404  | 381  | 366  | 352  | 347  | 340  | 335  |
|               | 2013 | 2015 | 2016 | 2017 | 2018 | 2019 | 2020 | 2021 | 2022 |